# برتونيلة خماسية
برتونيلة خماسية (الاسم العلمي: Bartonella quintana) هي نوع من البكتيريا تتبع جنس البرتونيلة من فصيلة البارتونيلات.